# Ereteken van Verdienste voor de Republiek Oostenrijk
Het Ereteken van Verdienste voor de Republiek Oostenrijk, in het Duits "Ehrenzeichen für Verdienste um die Republik Österreich" werd op 2 april 1952 door de Oostenrijkse regering bij wet ingesteld. Oostenrijk vermeed het gebruik van het woord "ridderorde" en de gebruikelijke aanduidingen van rangen als "commandeur" en "ridder", maar het ereteken heeft desondanks veel van de kenmerken van een ridderorde en wordt in de literatuur tot de orden van verdienste gerekend.

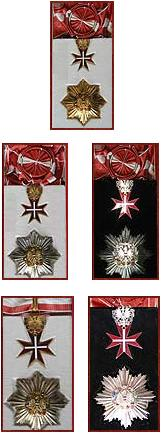
De eretekenen bij de eerste vijf graden van de orde

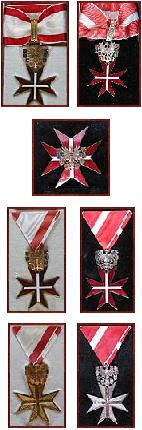
De eretekenen bij de zesde t/m de twaalfde graad van de orde

De Oostenrijkse bondspresident verleent de onderscheiding op voordracht van de regering, hij is geen grootmeester maar is wel gerechtigd om het ereteken van de hoogste graad te dragen. Men verleent de orde voor verdiensten op allerlei gebied, voor cultuur en de strijdkrachten zijn er nog het Oostenrijks Erekruis voor Wetenschap en Kunst, (Duits: "Das Österreichische Ehrenkreuz für Wissenschaft und Kunst") en het Ereteken voor Militaire Verdienste (Duits: "Militär-Verdienstzeichen") gesticht. Sinds 1976 is er ook een Ereteken voor Verdienste voor de Bevrijding van Oostenrijk
(Duits: "Ehrenzeichen für Verdienste um die Befreiung Österreichs"). Ook de bondsstaten bezitten eigen eretekens.

## De graden van de orde

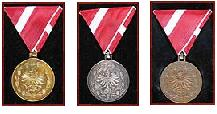
De drie Medailles voor Verdienste voor de Republiek Oostenrijk

1. De Grote Ster van het Ereteken van Verdienste voor de Republiek Oostenrijk, (Duits: "Groß-Stern des Ehrenzeichens für Verdienste um die Republik Österreich"), een gouden grootkruis aan een grootlint met een grote, bijzonder kostbare massief gouden[2] uitgevoerde, ster[5]. De adelaars op de versierselen zijn van goud. Deze graad, in het decoratiestelsel een "Bijzondere Klasse" genoemd, is voor staatshoofden gereserveerd.
2. Het Grote Gouden Ereteken aan het lint voor Verdienste voor de Republiek Oostenrijk (Duits: "Großes Goldenes Ehrenzeichen am Bande für Verdienste um die Republik Österreich"), een grootkruis aan een grootlint en een zilveren ster[5]. De adelaars op de versierselen zijn verguld.
3. Het Grote Zilveren Ereteken aan het Lint voor Verdienste voor de Republiek Oostenrijk, (Duits: "Großes Silbernes Ehrenzeichen am Bande für Verdienste um die Republik Österreich"), een zilveren grootkruis aan een grootlint met een zilveren ster[5]. Bij beiden zijn de adelaars niet verguld en dus van zilver.
4. Het Grote Gouden Ereteken met de Ster[5] voor Verdienste voor de Republiek Oostenrijk, (Duits: "Großes Goldenes Ehrenzeichen mit dem Stern für Verdienste um die Republik Österreich"), een aan een lint om de hals gedragen gouden kleinood met gouden adelaar en een op de borst gedragen kleine zilveren ster[6] met zilveren adelaar.
5. Het Grote Zilveren Ereteken met de Ster[5] voor Verdienste voor de Republiek Oostenrijk, (Duits: "Großes Silbernes Ehrenzeichen mit dem Stern für Verdienste um die Republik Österreich"), een aan een lint om de hals gedragen zilveren kleinood met zilveren adelaar en een op de borst gedragen kleine zilveren ster[6] met zilveren adelaar.
6. Het Grote Gouden Ereteken voor Verdienste voor de Republiek Oostenrijk, (Duits: "Großes Goldenes Ehrenzeichen für Verdienste um die Republik Österreich"), een gouden commandeurskruis[7] dat om de hals wordt gedragen.
7. Het Grote Zilveren Ereteken voor Verdienste voor de Republiek Oostenrijk, (Duits: "Großes Silbernes Ehrenzeichen für Verdienste um die Republik Österreich"), een zilveren commandeurskruis[7] dat om de hals wordt gedragen.
8. Het Grote Ereteken voor Verdienste voor de Republiek Oostenrijk,(Duits: "Großes Ehrenzeichen für Verdienste um die Republik Österreich"), een zogenaamd "Steckkreuz[8]" zoals in Duitsland, maar niet zozeer in Oostenrijk, voor de Officieren in een ridderorde gebruikelijk is en was.
9. Het Gouden Ereteken voor Verdienste voor de Republiek Oostenrijk,(Duits: "Goldenes Ehrenzeichen für Verdienste um die Republik Österreich"), het gouden kleinood[9] wordt aan een driehoekig lint op de borst gedragen.
10. Het Zilveren Ereteken voor Verdienste voor de Republiek Oostenrijk,(Duits: "Silbernes Ehrenzeichen für Verdienste um die Republik Österreich"), het op de borst gedragen zilveren kleinood[9] wordt aan een driehoekig lint op de borst gedragen. Men stelt deze graad in het protocol gelijk met een Ridder der Tweede Klasse in een vreemde ridderorde.
11. Het Gouden Teken van Verdienste, (Duits: "Goldenes Verdienstzeichen der Republik Österreich")[10], wordt aan een driehoekig lint op de borst gedragen. Men stelt deze graad in het protocol gelijk met een Erekruis in een vreemde ridderorde.
12. Het Zilveren Teken van Verdienste (Duits: "Silbernes Verdienstzeichen der Republik Österreich")[11], wordt aan een driehoekig lint op de borst gedragen. Men stelt deze graad in het protocol gelijk met een Erekruis der Tweede Klasse in een vreemde ridderorde.
13. De Gouden Medaille aan het Rode Lint voor Verdienste voor de Republiek Oostenrijk (Duits: "Goldene Medaille am roten Bande für Verdienste um die Republik Österreich" of "Lebensrettermedaille") is de onderscheiding voor het met gevaar voor eigen leven redden van een ander. De medaille[12] is van verguld zilver. Op de medaille is een Oostenrijkse adelaar afgebeeld. Op de keerzijde staat "FÜR VERDIENSTE UM DIE REPUBLIK ÖSTERREICH".
14. De Zilveren Medaille aan het Rode Lint voor Verdienste voor de Republiek Oostenrijk (Duits: "Silberne Medaille am roten Bande für Verdienste um die Republik Österreich") wordt sinds 15 februari 1968 niet meer verleend.
15. De Gouden Medaille voor Verdienste voor de Republiek Oostenrijk, (Duits: "Goldene Medaille für Verdienste um die Republik Österreich"), is een gouden medaille[12] aan een driehoekig lint met een witte middenstreep. Op de medaille is een Oostenrijkse adelaar afgebeeld. Op de keerzijde staat "FÜR VERDIENSTE UM DIE REPUBLIK ÖSTERREICH".De drie Medailles voor Verdienste voor de Republiek Oostenrijk
16. De Zilveren Medaille voor Verdienste voor de Republiek Oostenrijk, (Duits: "Silberne Medaille für Verdienste um die Republik Österreich"), is een zilveren medaille[12] aan een driehoekig lint met een witte middenstreep. Op de medaille is een Oostenrijkse adelaar afgebeeld. Op de keerzijde staat "FÜR VERDIENSTE UM DIE REPUBLIK ÖSTERREICH".
17. De Bronzen Medaille voor Verdienste voor de Republiek Oostenrijk, (Duits: "Bronzene Medaille für Verdienste um die Republik Österreich"), is een bronzen medaille[12] aan een driehoekig lint met een witte middenstreep. Op de medaille is een Oostenrijkse adelaar afgebeeld. Op de keerzijde staat "FÜR VERDIENSTE UM DIE REPUBLIK ÖSTERREICH". De medaille werd in 1952 ingesteld maar ze is nooit toegekend.

## De versierselen
Het kleinood van de orde is een achtpuntig rood geëmailleerd Maltezer kruis. Rond de adelaar, waarop een Oostenrijks wapenschild is geplaatst zijn de wapens van de deelstaten in een halve cirkel aangebracht.
De ster bestaat in twee formaten en in goud en in zilver. Op de ster is de adelaar, nu met de wapens van de deelstaten in een hele cirkel, aangebracht.
De medaille is rond en voor alle graden gelijk.
Het lint is in drie banen rood-wit-rood. Het grootlint is 101 millimeter breed met een 20 millimeter brede witte middenstreep, dat van "commandeurs" is 47 millimeter breed met een 10 millimeter breed wit gedeelte en het driehoekige lint is 45 millimeter breed. Dan is het witte deel 25 millimeter breed. Het grootlint eindigt in een grote rozet. De Oostenrijkse regering schrijft ook de kleur van de voering van de cassettes waarin de orde wordt uitgereikt voor; deze is voor de hoogste graden wit, voor de "commandeurs" zwart en voor de lagere graden weer wit.
Dames dragen hun versierselen en medailles aan een strik van het lint op de linkerschouder. Hun grootlint is 75 millimeter breed.
Voor de clerus is een speciaal grootlint zonder rozet voorzien, daarmee komt de Oostenrijkse regering tegemoet aan de gewoonte van de priesters om hun lint over beide schouders te dragen zodat hun kleinood voor hun bekken hangt.
Men kan de orde als miniatuur opspelden of aan een lint of ketting dragen. Er zijn behalve batons ook rozetten en andere knoopsgatversieringen vastgesteld,